# Pellionia fruticosa
Pellionia fruticosa är en nässelväxtart som först beskrevs av L. S. Gibbs, och fick sitt nu gällande namn av Henry Nicholas Ridley. Pellionia fruticosa ingår i släktet Pellionia och familjen nässelväxter. Inga underarter finns listade i Catalogue of Life.